# Synagoga v Neveklově
Synagoga v Neveklově byla vystavěna v 17. století. Synagoga se nachází ve městě Neveklov v okrese Benešov nedaleko od náměstí v ulici Táborská č.p.24. Stavba synagogy s dvorem je památkově chráněná.

## Popis
Synagoga je jednoduchá stavba obdelníkového tvaru s krátkým křídlem vystupujícím z jihovýchodního nároží. Uvnitř se nachází sál s plochým stropem s půlkruhově zaklenutými okny a také ozdobným přechodem mezi zdí a stropem názvem fabion.
Ve sbírkách Židovského muzea v Praze je uchováván háčkovaný malý talit z 19. století, nalezený na půdě této synagogy.

## Historie
Přesná datace vzniku synagogy v Neveklově chybí. Údajně zde stála dřevěná synagoga, která shořela před rokem 1658. Vznik nové zděné synagogy je datován do roku 1658. Synagoga během staletí prodělala četné přestavby a renovace, v letech 1670-1680, kolem roku 1730 a na začátku 20. století.
V roce 1957 synagogu koupilo město Neveklov a využívalo ji jako skladiště. V roce 1999 byla synagoga vrácena Židovské obci v Praze. V letech 2008-2009 proběhla oprava střechy. Poslední částečná rekonstrukce proběhla v letech 2023-2024, kdy byl znovu nahozen strop a přibyla výmalba stropu.
Existence synagogy je důkazem židovského osídlení v 17. až 20. století. Desítky let nebyla nábožensky využívána, až v lednu 2025 se zde konalo shromáždění u příležitosti Mezinárodního dne památky holokaustu, kterého se zúčastnil i vrchní zemský rabín Karol Sidon.